# Sacré-Cœur-de-Jésus
Pour les articles homonymes, voir Sacré-Cœur (homonymie).
Sacré-Cœur-de-Jésus est une municipalité de paroisse dans la municipalité régionale de comté des Appalaches au Québec, située dans la région administrative de Chaudière-Appalaches.

## Toponymie
Son nom fait référence au Sacré-Cœur. La sainte Famille est également honorée par les toponymes des municipalités voisines de Sacré-Cœur-de-Marie-Partie-Sud, de Saint-Joseph-de-Coleraine et de Sainte-Anne-du-Lac.

## Histoire

### Chronologie
- 1er janvier 1875 : érection du canton de Broughton
- 5 décembre 1902 : le canton de Broughton devient la paroisse de Sacré-Cœur de Jésus.
- 27 octobre 1908 : le village de Sacré-Coeur de Jésus se détache de la paroisse, à partir de 1931, le village sera connu sous le nom d'East Broughton.
- 19 novembre 1938 : la paroisse est amputée d'une partie de son territoire pour la création de la municipalité de Sainte-Clotilde-de-Beauce.
- 1er janvier 1955 : la paroisse est encore une fois amputée d'une partie de son territoire pour la création du village d'East Broughton Station.
- 15 mars 1969 : la paroisse de Sacré-Cœur de Jésus devient la paroisse de Sacré-Cœur-de-Jésus.

## Géographie

### Géographie physique
La rivière du Cinq traverse la municipalité du nord vers le sud-est et La rivière Prévost-Gilbert traverse le sud-ouest en direction est.
Le crénon de la rivière Palmer Est est au nord-ouest de la municipalité.

### Géographie humaine
La municipalité est située à une vingtaine de kilomètres à l'est de Thetford Mines. D'une superficie de 104,87 km2, la municipalité partage ses frontières avec les municipalités d'Adstock et de Saint-Pierre-de-Broughton à l'ouest, Saint-Séverin au nord, Saint-Frédéric, Tring-Jonction, Saint-Jules et Saint-Victor à l'est ainsi que Sainte-Clotilde-de-Beauce au sud. Le village d'East Broughton est enclavé dans la paroisse, l'ancien village d'East Broughton Station était également enclavé.

#### Transport
Le seul moyen de se déplacer sur de longues distances est l'automobile, la route 112 traverse la municipalité d'ouest en est alors que la route 271 se dirige vers le sud. Le chemin de fer du Québec Central traverse également la municipalité d'ouest en est bien que la voie est désormais désaffectée.

#### Morphologie urbaine
La paroisse de Sacré-Coeur-de-Jésus ne compte pas de noyau urbain, les deux parties urbaines du territoire, East Broughton et East Broughton Station, s'étant détaché de la paroisse respectivement en 1908 et en 1954.

## Démographie
| 1996 | 2001 | 2006 | 2011 | 2016 | 2021 |
| ---- | ---- | ---- | ---- | ---- | ---- |
| 604  | 559  | 599  | 564  | 521  | 536  |

## Administration
Les élections municipales se font en bloc pour le maire et les six conseillers.
| Sacré-Cœur-de-Jésus Maires depuis 2001                                                                               |            |         |          |
| Élection | Maire      | Qualité | Résultat |
| 2001 | Marcel Roy |         | Voir     |
| 2005 | Guy Roy    |         | Voir     |
| 2009 | Guy Roy    | Voir    |          |
| 2013 | Guy Roy    | Voir    |          |
| 2017 | Guy Roy    | Voir    |          |
| 2021 | Guy Roy    | Voir    |          |
| Élection partielle en italique Depuis 2005, les élections sont simultanées dans toutes les municipalités québécoises |            |         |          |

## Éducation
Les enfants d'âge primaire se rendre à l'école Paul-VI d'East Broughton alors que les jeunes du secondaire doivent se rendre à la polyvalente de Thetford Mines.

## Santé
La municipalité ne dispose d'aucun service de santé, le CLSC le plus proche est situé à East Broughton et le centre hospitalier le plus près est à Thetford Mines.

## Autres services publics
La plupart des services publics sont partagés avec le village d'East Broughton, la municipalité partageant entre autres les services de loisirs et d'incendie. La paroisse possède son propre service de travaux publics.

## Patrimoine
Le noyau paroissial autour de l'église du Sacré-Cœur-de-Jésus est désormais situé dans la municipalité d'East Broughton.